# Район Шал-акина
Шал-аки́на район (каз. Шал ақын ауданы, рос. Шал-Акына район) — адміністративна одиниця у складі Північноказахстанської області Казахстану. Адміністративний центр — місто Сергієвка.

## Географія
Територія району розміщена у лісостеповій зоні, являє собою слабохвилясту майже пласку слабодреновану рівнину. На території району ґрунтовий фон утворюють чорноземи звичайні, широко поширені лугово-чорноземні ґрунти.
Територією району протікає річка Ішим, на котрій розміщене Сергієвське водосховище.

## Історія

### Тонкерейський район
Тонкерейський район утворений 17 січня 1928 року у складі Кзил-Джарського (пізніше Петропавловського) округу з центром у культпункті біля озера Майбалик. До складу району увійшли 9 сільрад (№ 1-2, № 4-10) Тонкерейської Казахської волості та 3 сільради Прісногірковської волості.
17 грудня 1930 року Петропавловський округ був ліквідований, до складу району було приєднано частини ліквідованих Кзил-Аскерського, Урицького і Прісногірковського (Королевська, Ряська, Стрітенська сільради) районів та частини Ленінського (Андрієвська, Владимировська, Ніколаєвська, Спаська сільради), Прісновського (Троїцька сільрада) і Рузаєвського районів. Район перейшов у пряме підпорядкування республіці. 11 вересня 1931 року відбулася передача сільрад в межах Булаєвського, Ленінського, Бейнеткорського та Тонкерейського районів. 
10 березня 1932 року район увійшов до складу новоствореної Карагандинської області. Станом на 1 квітня 1932 року до складу район входило 19 сільрад — Маріїнська, Сергієвська, Крещенська, Коноваловська, Городецька, Ніколаєвська, Спаський, Семипольська, Срітинський, Ряська, Дмитриієвська, Аїмжанська (колишня № 1), Майбалицька (№ 2), Тастемірська (№ 3), Жаркенська (№ 4), Баянська (№ 5), Жапайська (№ 6), Єльтайська (№ 7), Балібайська (№ 8). Центром було назначено село Майбалик. Станом на 10 лютого 1935 року до складу району входило 14 сільрад — Голощокінська, Городецька, Дмитрієвська, Єсільська, Жалтирська, Ісаєвська, Кенесівська, Коноваловська, Крещенська, Мар'євська, Нижньо-Бурлуцька, Семипольська, Сергієвска, Степна. Центром було призначено село Мар'євка.
29 липня 1936 року район увійшов до складу новоствореної Північноказахстанської області. 14 серпня 1938 року Ісаєвська сільрада перейменована у Ленінську.

### Жовтневий район
21 травня 1940 року район перейменовано в Жовтневий район.
18 березня 1950 року село Барак Єсільської сільради Жовтневого району передано до Аральської сільради Ленінського району. 14 червня 1950 року село Дубровинський (колгосп «Жил-Кизил») Кенеської сільради передано до Красної сільради Айртауського району Кокчетавської області. 3 травня 1952 року село Интимак передано зі складу Жалтирської сільради до Дмитрієвської сільради.
4 червня 1954 року утворено 7 селищних рад: в селищі центральної садиби Степного радгоспу — Доська (включено також територію радгоспу «Інтернаціональний»), Дзержинського радгоспу — Аксуатська, Докучаєвського радгоспу — Сєверна, Тімірязєвського радгоспу — Цілинна, Москворіцького радгоспу — Москворіцька, радгоспу імені Хрущова — Комсомольська, Октябрського радгоспу — Октябрська. 14 липня 1954 року ліквідовано Кенеську сільраду, при цьому село Баганати передано до складу Городецької сільради, село Кенес — до Нижньо-Бурлуцької сільради, село Садовка — до Степної сільради. Тоді ж село Двойники Степної сільради передано до складу Нижньо-Бурлуцької сільради, село Шортай Нижньо-Бурлуцької сільради — до Олгинської сільради, село Неждановка Ольгинської сільради — до Тарангульської сільради, села Байгель та Алатай Ленінської сільради — до Єсільської сільради, село Даулбай Єсільської сільради — до Ленінської сільради.
27 квітня 1956 року територія Октябрського держземфонду площею 178,48 км² передано до складу Прісновського району. 27 грудня 1956 року були утворені селищні ради: в селищі центральної садиби Ішимського зернового радгоспу — Ішимська, в селищі центральної садиби зернового радгоспу «Зоря» — Кривощоковська. 30 липня 1957 року Балуанська сільрада була приєднана до Семипольської сільради, Крещенська сільрада — до Октябрської селищної ради, Жалтирська сільрада — до Мар'євської сільради, Городецька сільрада — до Коноваловської сільради, Дмитрієвська сільрада до Доської селищної ради; було ліквідовано Єсільську (села Алатай, Шокат, Байгель передано до складу Семипольської сільради, село Саргомис — до Приішимської селищної ради Прісновського району), Ленінську (села Алкаагаш, Каратал, Козловка передано до складу Кривощоковської селищної ради, села Бастау, Теренсай, Даулбай — до Тарангульської сільради), Нижньо-Бурлуцьку (село Двойники передано до складу Степної сільради, село Соколовка — до Кривощоковської селищної ради) сільради; селище ферми № 2 Октябрської селищної ради було передане до складу Ішимської селищної ради, села Неждановка та Білоглинка Тарангульської сільради — до Ольгинської сільради; Степна сільрада перейменована у Афанасьєвську селищну раду, Тарангульська сільрада — у Новопокровську селищну раду, Семипольська, Коноваловська, Мар'євська сільради перетворені у однойменні селищні ради. 30 жовтня 1957 року Сєверна селищна рада (як сільрада) була передана до складу Прісновського району.
30 вересня 1958 року утворено Інтернаціональну селищну раду з центром у селищі Wентральної садиби Інтернаціонального радгоспу; ліквідовано Коновалівську селищну раду, село Коноваловка передано до складу Октябрської селищної ради, село Баганати — до Мар'євської селищної ради, село Городецьке — до Інтернаціональної селищної ради. 14 січня 1961 року села Алатай, Байгель, Шокат Семипольської сільради були передані до складу Мар'євської сільради. 11 квітня 1962 року була утворена Сергієвська сільрада, до якої увійшли села Сергієвка, Жалтир, Чапаєвське, Баганати, Аканбарак, Алатай, Байгель, Шокат Мар'євської сільради. 8 серпня 1962 року була утворена Городецька сільрада, до якої увійшли село Городецьке Інтернаціональної сільради, село Коноваловка Октябрської сільради, село Баганати Сергієвської сільради.

### Сергієвський район
2 січня 1963 року район перетворено в Сергієвський район, центр перенесено до села Сергієвка. Тоді ж Приішимська сільрада Приішимського району була включена до складу Сергієвського району, Аксуатська, Доська, Інтернаціональна, Ішимська, Комсомольська, Москворіцька, Цілинна сільради передані до складу новоствореного Тимірязєвського району. 8 травня 1963 року село Муромське Приішимської сільради передано до складу Прісновського району; утворено Теренсайську сільраду з центром у Центральній садибі Теренсайського радгоспу — село Леніно, до складу Теренсайської сільради увійшли села Леніно та Коктерек Новопокровської сільради, Каратал та Козловка Кривощоковської сільради.
31 липня 1964 року села Жанажол, Жана-Талап та Кенес Сергієвської сільради передані до складу Теренсайської сільради. 3 листопада 1964 року село Білоглинка Ольгинської сільради передано до складу Новопокровської сільради; село Карачек Волощинської сільради Ленінського району передане до складу Теренсайської аулради. 11 квітня 1968 року Мар'євська сільрада перейменована у Сергієвську з перенесенням центру до села Сергієвка, Сергієвська сільрада — у Мар'євську з перенесенням центра до відділення Мар'євського радгоспу; центр району перенесено з села Мар'євка до села Сергієвка. 21 травня 1969 року Сергієвська сільрада перетворена у міськраду. 10 червня 1970 року до складу Октябрської сільради передано село Тельмановка Ішимської сільради Тимірязєвського району.
Указом Президії Верховної Ради Казахської РСР від 2 липня 1970 року були утворені Ступінська сільрада з центром у селі Ступінка, до складу якої увійшли села Ступінка Семипольської сільради, Жалтир Мар'євської сільради, Остаган Приішимської сільради; Юбілейна сільрада з центром у селі Крещенка, до складу якої увійшли села Крещенка, Купріяновка, Білоградовка Октябрської сільради. 7 липня 1972 року утворено Жанажольську сільраду з центром у селі Жанажол, до складу якої увійшли села Жанажол, Кенес, Жанаталап Теренсайської сільради. 5 серпня 1975 року утворено Ольгинську сільраду з центром у селі Ольгинка, до складу якої увійшли села Ольгинка Ольгинської сільради, село Двойники Афанасьєвської сільради, село Соколовка Кривощоковської сільради. Стара Ольгинська сільрада була перейменована у Сухорабовську, центр перенесено до села Сухорабовка. 31 березня 1977 року село Баян Приішимської сільради було передано до складу Архангельської сільради Джамбульського району.
5 травня 1978 року село Мектеп Теренсайської сільради було передано до складу Алма-Атинської сільради Ленінського району. 24 вересня 1979 року утворено Єнбецьку сільраду з центром у селі Єнбек, до складу якої увійшли села Єнбек, Жанасу, Аксу Новопокровської сільради. 17 жовтня 1980 року Городецька, Октябрська та Юбілейна сільради передані до складу новоутвореного Цілинного району. 22 травня 1984 року були ліквідовані села Сардонниково Новопокровської сільради, село Талапсай Приішимської сільради та село Карачек Теренсайської сільради. 28 січня 1988 року було ліквідовано село Шортай Сухорабовської сільради. 9 липня 1988 року зі складу ліквідованого Цілинного району повернуто Городецьку, Октябрську та Юбілейну сільради. 29 червня 1989 року Єнбецька сільрада перейменована в Жанасуську, центр перенесено до села Жанасу.
8 грудня 1993 року в країні була розпочата адміністративна реформа, при якій сільради перетворені в сільські округи, міські та селищні ради — у міські та селищні адміністрації відповідно. 12 січня 1994 року адміністративні зміни відбулись в Північноказахстанській області, в Сергієвському районі було утворено 15 сільських округів — Афанасьєвський, Городецький, Жанажольський, Жанасуський, Кривощоковський, Мар'євський, Новопокровський, Октябрський, Ольгинський, Приішимський, Семипольський, Ступинський, Сухорабовський, Теренсайський та Юбілейний. 26 грудня 1994 року було утворено село Коргантас — селище головної споруди Кокшетауського промислового водопроводу, розташованого на території Ольгинського сільського округу.
12 лютого 1997 року Жанасуський сільський округ приєднано до Новопокровського, Жанажольський — до Ступинського; об'єднані Мар'євський та Теренсайський сільські округи у Аютаський з центром у місті Сергієвка; ліквідовано Ольгинський сільський округ, село Соколовка передано до складу Кривощоковського, села Двойники та Коргантас — до складу Афанасьєвського, село Ольгинка — до складу Сухорабовського округу; село Остаган Ступинського округу передано до складу Семипольського, село Кенес Жанажольського округу — до складу Приішимського. 1998 року було ліквідовано село Ізвесткове Кривощоковського сільського округу.

### Район Шал-акина
14 грудня 1999 року Сергієвський район перейменовано в район Шал-акина. 12 жовтня 2001 року село Леніно Аютаського сільського округу перейменовано в аул Искака Ибраєва. 13 червня 2003 року місто Сергієвка було виділено зі складу Аютаського сільського округу, центром округу призначено село Каратал, утворено Сергієвську міську адміністрацію. 27 травня 2005 року відновлено Жанажольський сільський округ з центром у селі Жанажол, до складу якого увійшли села Жанажол, Жанаталап Ступинського округу, село Кенес Приішимського округу.

## Населення
Населення — 18333 особи (2021; 23095 у 2009, 32375 у 1999, 42431 у 1989).
Національний склад (станом на 2015 рік):
- казахи — 9269 осіб (45,93 %)
- росіяни — 8603 особи (42,63 %)
- українці — 902 особи
- німці — 758 осіб
- білоруси — 169 осіб
- татари — 163 особи
- литовці — 52 особи
- азербайджанці — 31 особа
- башкири — 29 осіб
- поляки — 22 особи
- чуваші — 21 особа
- вірмени — 19 осіб
- чеченці — 18 осіб
- узбеки — 15 осіб
- мордва — 8 осіб
- інгуші — 3 особи
- таджики — 3 особи
- інші — 94 особи

## Склад
До складу району входять міська адміністрація та 12 сільських округів:
| Поселення                        | Площа, км² | Населення, осіб (1989) | Населення, осіб (1999) | Населення, осіб (2009) | Населення, осіб (2021) | Центр        | Населені пункти |
| -------------------------------- | ---------- | ---------------------- | ---------------------- | ---------------------- | ---------------------- | ------------ | --------------- |
| Сергієвська міська адміністрація | -          | 12989                  | 9470                   | 7661                   | 8132                   | Сергієвка    | 1               |
| Афанасьєвський сільський округ   | -          | 2247                   | 1858                   | 1159                   | 664                    | Афанасьєвка  | 4               |
| Аютаський сільський округ        | -          | 3804                   | 3110                   | 2276                   | 1687                   | Каратал      | 4               |
| Городецький сільський округ      | -          | 3212                   | 2463                   | 1553                   | 1043                   | Городецьке   | 4               |
| Жанажольський сільський округ    | -          | 1633                   | 1372                   | 930                    | 730                    | Жанажол      | 3               |
| Кривощоковський сільський округ  | -          | 2837                   | 2330                   | 1671                   | 1038                   | Кривощоково  | 4               |
| Новопокровський сільський округ  | -          | 3369                   | 2637                   | 1749                   | 984                    | Новопокровка | 5               |
| Приішимський сільський округ     | -          | 2091                   | 1715                   | 1376                   | 1093                   | Повозочне    | 4               |
| Семипольський сільський округ    | -          | 4009                   | 2551                   | 1769                   | 914                    | Семиполка    | 4               |
| Сухорабовський сільський округ   | -          | 2756                   | 2122                   | 1244                   | 745                    | Сухорабовка  | 2               |
| Юбілейний сільський округ        | -          | 3484                   | 2519                   | 1707                   | 1303                   | Крещенка     | 4               |

## Найбільші населені пункти
Населені пункти з чисельністю населення понад 1000 осіб:
| № | Населений пункт | Населення, осіб (1989) | Населення, осіб (1999) | Населення, осіб (2009) | Населення, осіб (2021) |
| - | --------------- | ---------------------- | ---------------------- | ---------------------- | ---------------------- |
| 1 | Сергієвка       | 12989                  | 9470                   | 7661                   | 8132                   |